# Січових Стрільців, 46
Садиба Корнійчука, або будинок Ватутіна, або, помилково, дача Хрущова — міський маєток, розташований на вулиці Січових Стрільців, 46 (Київ). Будинок стоїть на місці зруйнованої комуністами Вознесенської церкви.
Будівля і брама поставлені на облік пам'яток архітектури та містобудування місцевого значення (охоронні номери 601-Кв, 602-Кв).

## Історія ділянки

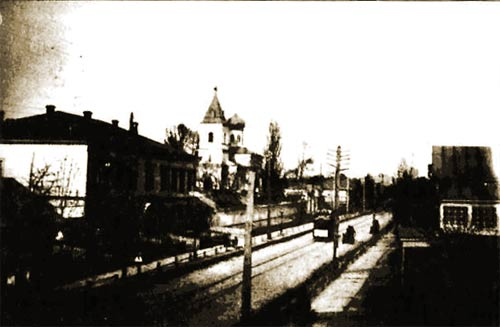
Вознесенська церква

Наприкінці XVIII століття у передмісті Кудрявець організували Вознесенський (Кудрявський) цвинтар. Частково на його території між сучасними будинками № 44-48, на ділянці, яка межувала з Покровським жіночім монастирем, упродовж 1863—1870 років збудували муровану парафіяльну Вознесенську церкву.
Цвинтар функціонував до кінця 1920-х років. У 1930-х роках храм зруйнували комуністи. Частину поховань перепоховали на Лук'янівському цвинтарі, а решту знищили. Зокрема не перенесли прах української письменниці Грицько Григоренко (Олександри Судовщикової-Косач, невістки Лесі Українки).

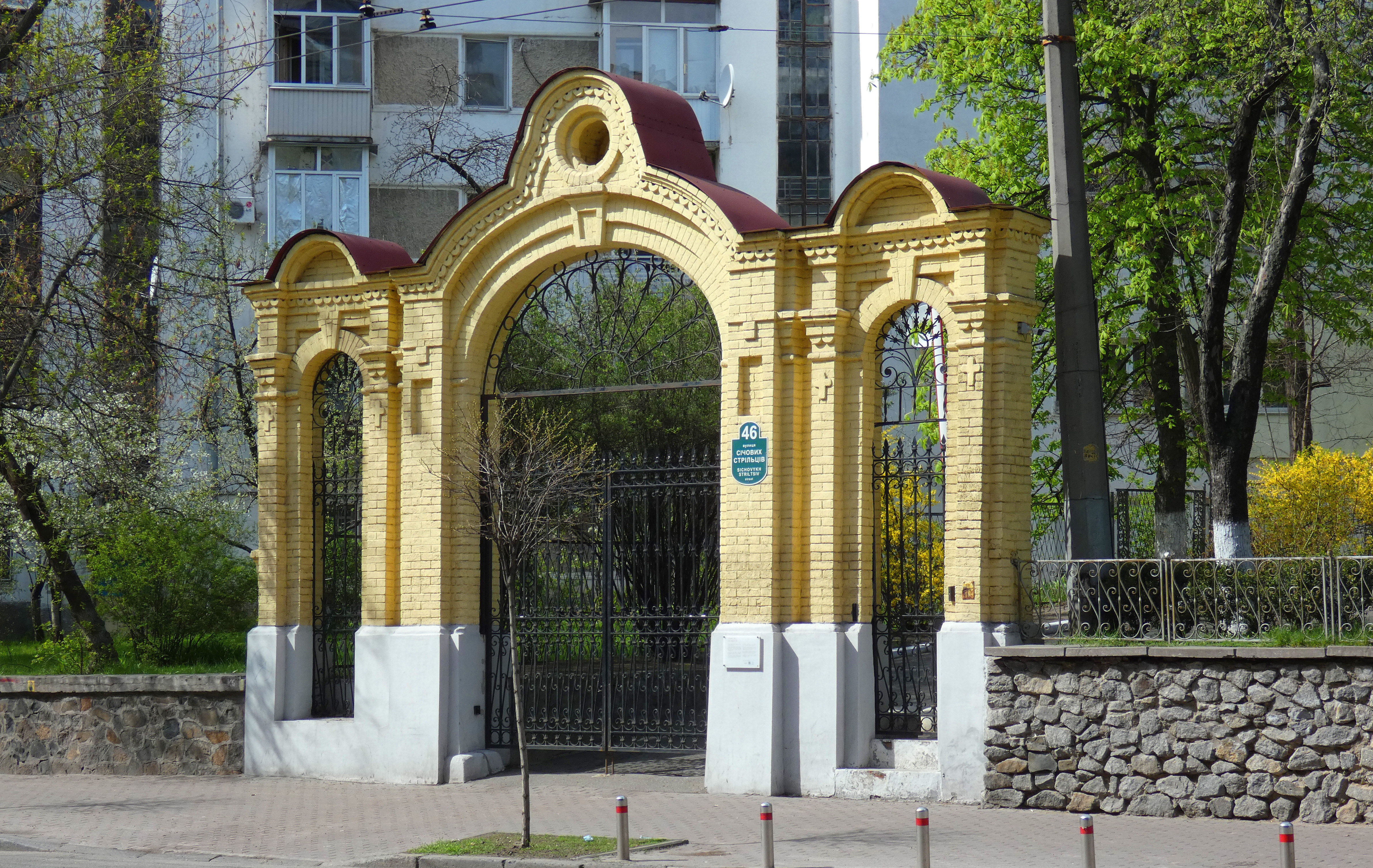
Брама — єдина споруда, яка лишилась від церковної садиби

До 1970-х років проіснувала сторожка. Від колишньої церковної садиби вціліла лише цегляна брама.

## Будівництво і використання будівлі
Після Німецько-радянської війни на місці храму за проєктом архітектора Анатолія Добровольського звели невеликий двоповерховий будинок. На будівництво залучили двадцять угорських військовополонених: мулярів, теслів, штукатурів, слюсарів, кухаря. Вони замурували у стіну «лист у майбутнє», який виявили 1999 року під час ремонтних робіт: 

| «Пам'ять: Київ, 1948, 10 лютого. Цей будинок будували 20 людей угорських військовополонених, це їхня чесна робота. Хто знайде цю записку — читаючи, згадай роботу рук угорського чоловіка»[2]. |
Будівництво велося за наказом Микити Хрущова, тому місцеві деякий час помилково називали цей маєток «дачею Хрущова». Будинок призначався для вдови генерала Миколи Ватутіна, яка, проте, відмовилася там жити та переїхала до Москви. 
Згодом в особняк переселився голова Спілки письменників України, лауреат Сталінських премій, драматург Олександр Корнійчук із дружиною, письменницею, агітаторкою в Політичному управлінні Червоної армії, полковницею Вандою Василевською. У них гостювали Микола Бажан, Олесь Гончар, Максим Рильський, англійський письменник Джон Бойнтон Прістлі, бразильський письменник Жоржі Амаду, актори театру імені Івана Франка та інші діячі культури.
1957 року подружжя переїхало у будинок на Шовковичній вулиці, 10. Приміщення маєтку зайняли дитячі ясла і палац реєстрації новонароджених. 1992 року у будинку розмістився Міжнародний фонд «Відродження».

## Архітектура

Веранда

### Головний будинок
Будівля двоповерхова, цегляна із черепичною покрівлею. Усередині будівлі є дерев'яні сходи. Кімнати невеликі.
Фасад вирішений у стилі української народної архітектури. У центрі фасаду виступає напівкруглий об'єм із верандою на другому поверсі. Карниз спирається на дерев'яні різьблені крокви.
Фасад обличкований керамічною плиткою та оздоблений різьбленими дерев'яними колонами веранди, ліпними розетами та іншим декором у міжвіконних простінках.

### Брама цвинтаря
Цегляну браму цвинтаря збудували на зламі ХІХ — XX століть. Стоїть на високому цоколі. Має вигляд трипрогонної арки. Центральний проїзд завершений трилопатевим фронтоном із круглим отвором. Фронтони бічних хвірток — напівкруглі. Брама оздоблена ажурними металевими ґратами.